# Ambasciatori del Württemberg in Francia
L'ambasciatore del Württemberg in Francia era il primo rappresentante diplomatico del Württemberg in Francia.
Le relazioni diplomatiche iniziarono ufficialmente nel 1650 e rimasero attive sino alla costituzione della Confederazione Germanica del nord nel 1867 e poi dell'Impero tedesco nel 1871 quando le funzioni passarono all'ambasciatore tedesco in Francia.

## Regno del Württemberg
...
- 1814–1815: Ferdinand Ludwig von Zeppelin (1772–1829)
- 1815–1817: R. von Schwarz
- 1817–1820: Peter von Gallatin
- 1821–1838: Bernhard von Mülinen (1788–1851)
- 1838–1849: Christian Wilhelm August von Fleischmann (1787–1875)
- 1849–1850: vacante
- 1850–1871: August von Wächter (1807–1879)

1871: Chiusura dell'ambasciata